# Сеоски лекар (приповетка)
„Сеоски лекар” је приповетка коју је Франц Кафка написао 1917. године, а која је први пут објављена у истоименој збирци прича. У причи, сеоски лекар хитно посећује болесног пацијента једне зимске ноћи. Лекар се суочава са апсурдним, надреалним невољама које га вуку за собом и коначно осуђују на пропаст.

## Радња
Сеоски лекар мора хитно да дође у помоћ болесном пацијенту у селу удаљеном десет миља током хладне зимске вечери, али његов једини коњ угинуо претходне ноћи, па његова слушкиња Роза одлази да пронађе другог. Она се враћа празних руку — „Наравно, ко ће јој сада позајмити коња за такво путовање?” — а лекар изражава своју фрустрацију ударајући ногом врата своје празне шупе за свиње. Мистериозни коњушар се појављује и доводи лекару два величанствена коња да би му вукла кочију. Коњушар грубо љуби Розу када она покуша да му пружи запрегу, остављајући два реда црвених трагова зуба на њеном образу. Доктор га грди, али брзо схвата да му дугује и радосно скаче у кочију. Коњушар одбија да путује са њим, радије бирајући да остане са престрављеном Розом, која упада у кућу и чини све да се заштити, иако је њена судбина „неизбежна”. Лекар не може да учини ништа да спречи коњушара, који уз једноставно „Ђиха!” шаље коње на пут и разваљује лекарева улазна врата да би дошао до Розе.
Лекар је готово одмах превезен у кућу свог болесног пацијента. Након што су га у кућу увели чланови породице чија објашњења он не разуме, пацијент тихо преклиње лекара да га пусти да умре. У почетку лекар сматра да је пацијент потпуно здрав и изнервиран је што га је без разлога позвао ноћу, али, након што је приметио да младићева сестра држи крвави пешкир, поново прегледа пацијента и открива велику, дубоку рану која је пуна црва. Породица и окупљени гости са задовољством посматрају лекара током прегледа. Коњи су у међувремену, некако се ослободили каишева, отворили прозоре и махнито ржу.
Лекареве мисли се стално враћају на судбину његове слушкиње, за коју криви себе. У складу са једноставном мелодијом коју пева школски хор који се окупио испред куће, породица свлачи лекара и ставља га у кревет поред пацијента. Када породица изађе из собе, лекар уверава свог скептичног друга из кревета да рана није тако озбиљна, скупља његове ствари и скаче кроз прозор на једног од коња. Он очекује да ће доћи кући тако брзо да се чак и не труди да се преобуче, али коњи не иду тако брзо као кад су долазили. Лекар, осрамоћен, затиче себе и коње како „полако пузе кроз снежну пустош као старци”. Осећа се изданим од својих пацијената и заједнице, а прича се завршава реченицом „Ако се једном одазовеш лажној звоњави ноћних звона — никада више то нећеш моћи да исправиш.”

## Интерпретација
Луис Х. Лајтер је у причи видео уверљив аргумент за егзистенцијализам:
„Сеоски лекар” коментарише човека који, погођен схемом ствари, није у стању да превазиђе део који му је додељен апсурдом тог постојања. Пошто му не недостаје свесно знање о свом стању, већ одбија да делује у суочењу са својом огромном слободом, лекар, архетип антиегзистенцијалног хероја, заслужује своју судбину. У недостатку људских ствари неопходних за креирање и структурирање ситуација, он дозвољава да њиме манипулишу коњушар, породица и коњи; али он постаје, потчињавањем, оруђе у ситуацијама које они стварају. Никада, свесно, он не покушава отвореним чином, све до прекасно, да успостави сопствену суштину, да се издигне изнад било какве манипулативне вредности коју поседује за друге. Као лекар он је ствар, предмет, оруђе; као човек није ништа.
Психолози са Универзитета у Калифорнији, Санта Барбара и Универзитета у Британској Колумбији објавили су извештај 2009. користећи „Сеоског лекара” као варијаблу у студији која је тестирала утицај читања апсурдистичких прича на когнитивне вештине. Студија је показала да је читање приче побољшало способност испитаника да пронађу обрасце. Њихови налази сумирали су да када људи морају да раде на проналажењу доследности и смисла у фрагментираној причи, то повећава „когнитивне механизме одговорне за имплицитно учење статистичких правилности.”